# Hazaran
Hazaran je bilo mesto v Hazariji na vzhodnem bregu spodnje Volge. Mesto je bilo s pontonskim mostom povezano s hazarsko prestolnico Itil.
Hazaran je bil naseljen predvsem z muslimani, zato je bilo v mestu mnogo mošej, minaretov in medres. Mesto je bilo z ladjo po Volgi lahko dostopno s Kaspijskega jezera, zato je bilo cvetoče trgovsko središče. Med meščani je bilo mnogo obrtnikov, ribičev in trgovcev.  Vodja mesta je bil muslimanski uradnik haz, ki ga arabski viri včasih imenujejo vezir.